# Castleton (North Yorkshire)
Castleton – wieś w Anglii, w hrabstwie North Yorkshire, w dystrykcie (unitary authority) North Yorkshire. Leży na terenie parku narodowego North York Moors, w pobliżu rzeki Esk, 57 km na północ od miasta York i 333 km na północ od Londynu.